# YKMM
YKMM（やきみみ）とは、日本の音楽ユニット。
本項目では前身となったyksb feat.MiLO×31STYLEについても解説する。

## 概要
2014年に、ボカロPとして活動していたyksbの楽曲をサンリオのキャラクタープロジェクト『SHOW BY ROCK!!』へと提供するにあたって結成されたコラボユニット。ボーカリストのMiLOと31STYLEを加えて「yksb feat.MiLO×31STYLE」として活動が始まった。
2018年に、31STYLEが脱退。Remi Mitaniを新ボーカルとして迎え、「YKMM」として活動を始める。
2020年3月のライブイベント「YKMM Final Attack!!!」にて解散予定だったが、新型コロナウイルス感染症の影響で公演が自粛され活動終了が延期された。
2021年5月4日にオンラインライブとして改めて行われ、これをもってグループでの活動を終了することになった。
ただし、リズムゲーム「SHOW BY ROCK!! Fes A Live」のタイアップバンドとして選出されているため、『ラペッジオート』名義で楽曲提供を続ける可能性がある。

## メンバー
yksb（やきそば）
コンポーザー、DJ。
MiLO（ミロ）
ボーカル。
Remi Mitani
ボーカル。

### 旧メンバー
31STYLE
ボーカル。

## ディスコグラフィ

### シングル
|    | 発売日        | タイトル  | 規格品番  | 収録曲 |
| -- | ------------- | --------- | --------- | ------ |
| EP | 2018年8月10日 | Attack!!! | YKMM-1801 |        |

### アルバム
|     | 発売日         | タイトル              | 規格品番  | 収録曲 |
| --- | -------------- | --------------------- | --------- | ------ |
| 1st | 2015年4月25日  | TOKYO TRICK           | YKMM-1501 |        |
| 2nd | 2015年12月28日 | ELECTRIC PARTY SYSTEM | YKMM-1502 |        |
| 3rd | 2017年4月28日  | DiabLoud              | YKMM-1701 |        |

|     | 発売日         | タイトル | 規格品番  | 収録曲 |
| --- | -------------- | -------- | --------- | ------ |
| 1st | 2018年12月30日 | Re       | YKMM-1802 |        |
| 2nd | 2019年4月28日  | ACTION   | YKMM-1901 |        |

### その他参加作品
| 発売日        | 商品名      | 歌                  | 楽曲                                 | 備考                           |
| ------------- | ----------- | ------------------- | ------------------------------------ | ------------------------------ |
| 2018年8月29日 | ENDLESS!!!! | SHOWBYROCK!! Family | 「ENDLESS!!!!」                      | ゲーム『SHOW BY ROCK!!』関連曲 |
| 2018年8月29日 | ENDLESS!!!! | SHOWBYROCK!! Family | 「Eternal Unity -明日へのメロディ-」 | ゲーム『SHOW BY ROCK!!』関連曲 |

## 出演

### ゲーム
- SHOW BY ROCK!!（2014年7月31日、iOS / Android）
  - 2014年7月よりタイアップとしてゲーム内バンド「ラペッジオート」へ楽曲提供を行っている。それぞれモデルになったキャラクターの声を担当しており、2017年4月には31STYLEがリックス役、MiLOがミックス役で出演。2018年6月にはyksbがDJyksビート役で出演している。「YKMM」へのリニューアル後の2019年9月にはRemi Mitaniがリックス役で新規に出演している。
- SHOW BY ROCK!! Fes A Live（2020年4月6日、iOS / Android）
  - 2020年4月より、タイアップ楽曲が追加実装[6]。

### ユニットメンバー
1. ↑  稲川英里、日高里菜、谷山紀章、植田真梨恵、MiLO、原田郁子、ミト、伊藤大助、SeshiroX、大伴拓之、半妖ゲッチ、村上友哉
2. ↑  小林裕介、野口瑠璃子、高野麻里佳、佐々木未来、たかはしごう、植田真梨恵、MiLO、原田郁子、ミト、SeshiroX、大伴拓之、半妖ゲッチ、村上友哉、Chihiro